# Brandon Staley
Brandon Staley (10 de dezembro de 1982) é um treinador de futebol americano profissional. Ele comandou o Los Angeles Chargers, franquia pertencente a National Football League (NFL), de 2021 a 2023. Anteriormente, atuou como coordenador defensivo no Los Angeles Rams em 2020 e como assistente técnico no Denver Broncos e do Chicago Bears.
Em  17 de Janeiro de 2021, Staley foi anunciado como o novo treinador principal do Chargers, após uma excelente temporada de 2020 liderando a defesa do Los Angeles Rams, proporcionando a esta, a melhor marca de pontos cedidos por jogo, melhor defesa contra o passe e terceira melhor contra o jogo corrido.